# Iguerande
Iguerande is een gemeente en dorp in het Franse departement Saône-et-Loire (regio Bourgogne-Franche-Comté). De plaats maakt deel uit van het arrondissement Charolles. Iguerande telde op 1 januari 2022 1.001 inwoners.

## Bezienswaardigheden
De kerk Saint-Marcel werd gebouwd tussen de 11e en de 12e eeuw.

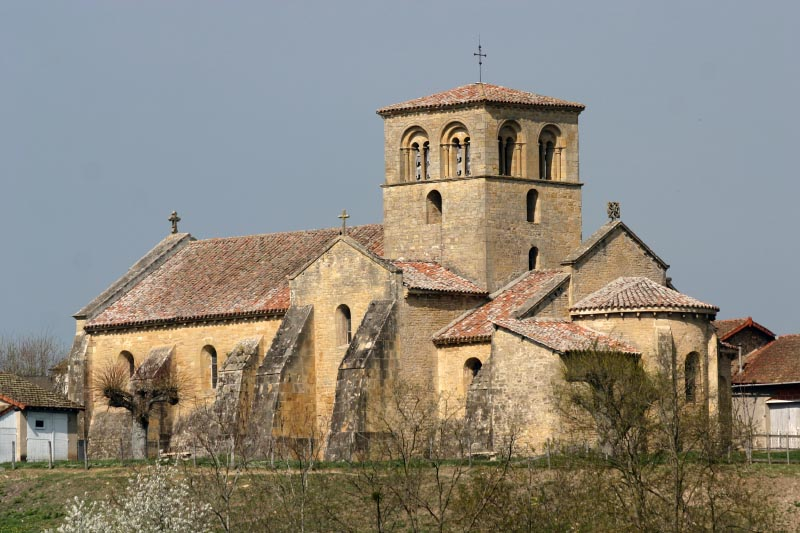
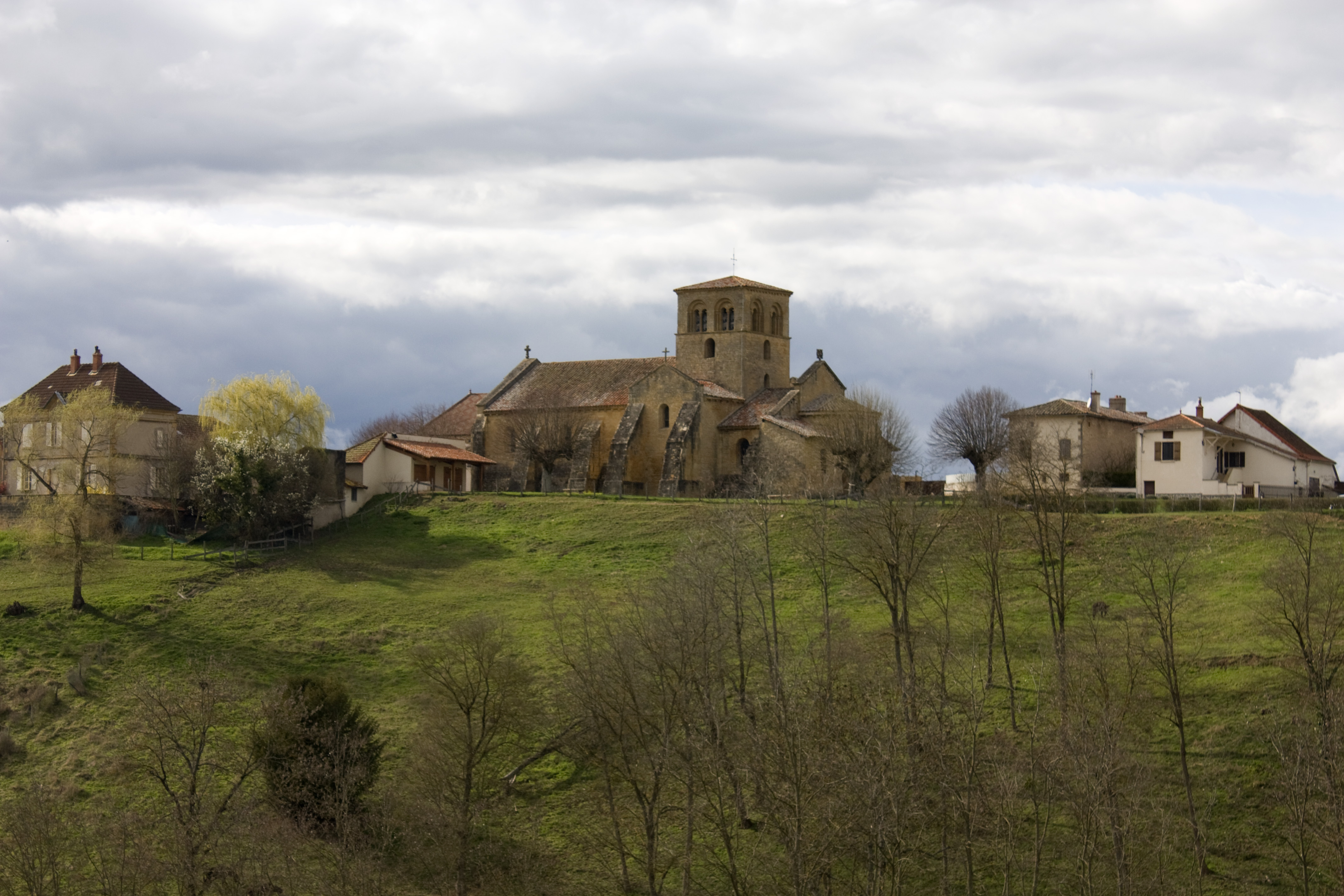
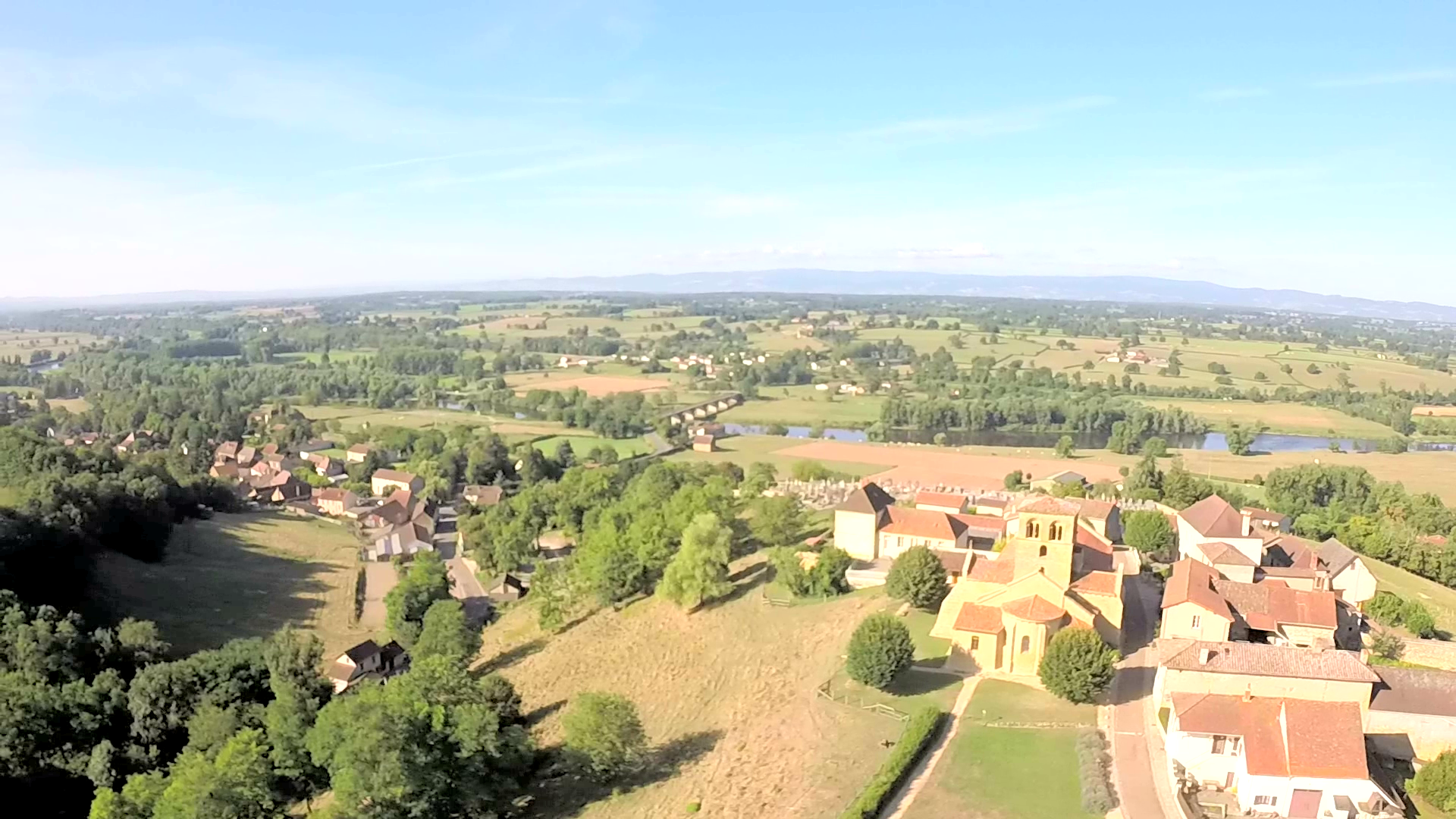
Iguerande vanuit de lucht

## Geografie
De oppervlakte van de gemeente bedroeg op 1 januari 2022 21,43 vierkante kilometer; de bevolkingsdichtheid was toen 46,7 inwoners per km². De dorpskern bevindt zich op de rechteroever van de Loire.

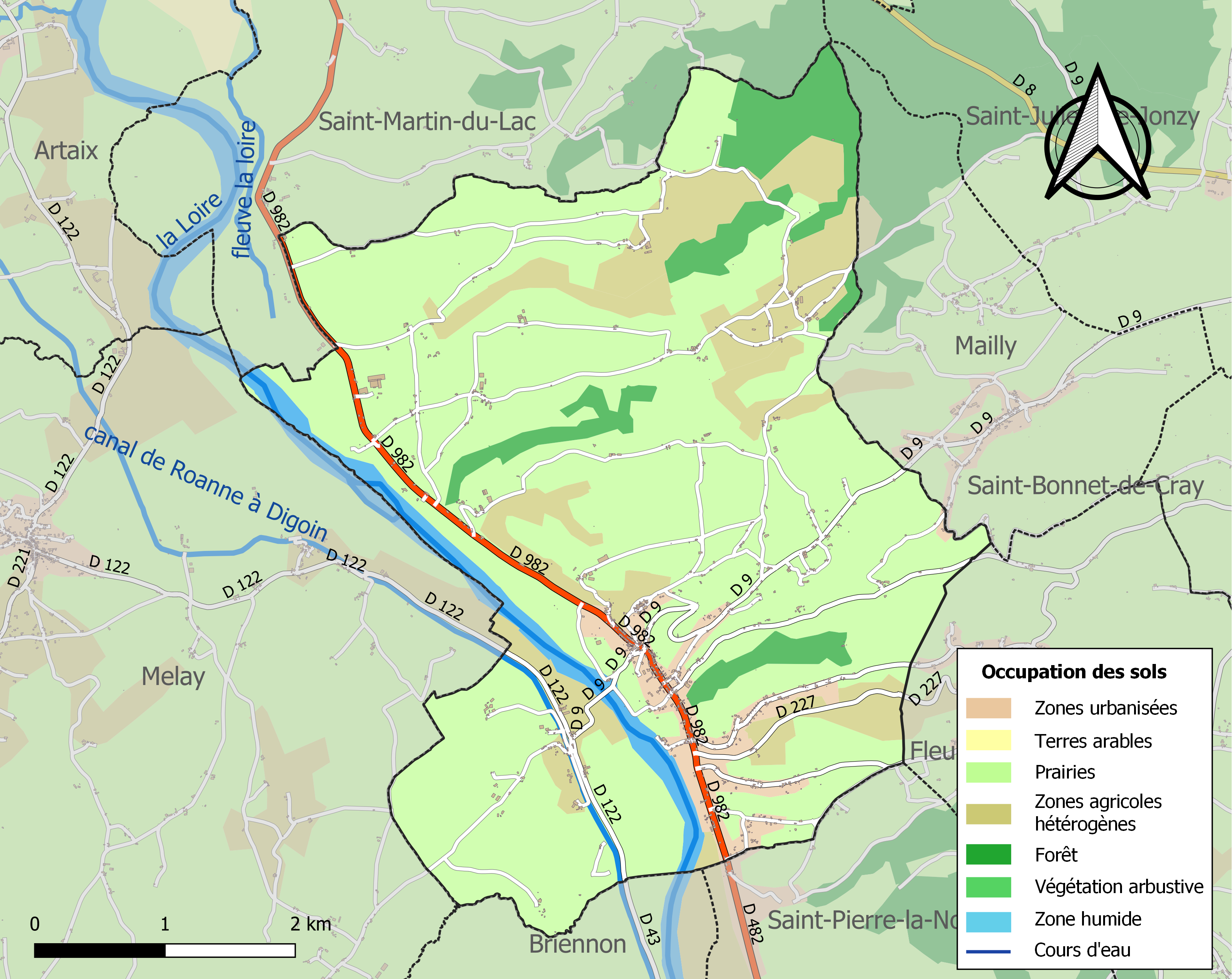
Kaart van de gemeente met de belangrijkste infrastructuur, bodemgebruik en omliggende gemeenten

## Demografie
Onderstaande figuur toont het verloop van het inwonertal (bron: INSEE-tellingen).